# Kjersti Toppe
Kjersti Toppe (Bergen, 20 oktober 1967) is een Noors politica van Senterpartiet. Sinds oktober 2021 is zij minister voor Jeugd en Gezin in het kabinet van Jonas Gahr Støre. 

## Biografie
Toppe werd geboren in Bergen, de hoofdstad van de toenmalige provincie Hordaland, als dochter van tuinder Erik Toppe en lerares Svanhild Nese.. Ze volgde middelbaar onderwijs in Åsane, waarna ze medicijnen studeerde aan de Universiteit Bergen. Na haar afstuderen werkte ze als gemeentearts in Bremanger en Bergen. 

## Politieke carrière
In 2003 werd Toppe gekozen in de gemeenteraad van Bergen. In 2007 werd ze tevens lid van het provinciebestuur van Hordaland. Zij stelde zich in 2009 voor het eerst kandidaat voor de Storting en werd toen verkozen in het kiesdistrict Hordaland. Bij het accepteren van haar verkiezing gaf zij  haar zetel in de gemeenteraad en de provincieraad op. In het parlement was ze vooral actief in de commissie voor Volksgezondheid. In 2013, 2017 en 2021 werd zij steeds herkozen. In 2021 werd Toppe benoemd tot minister voor Jeugd en Gezin in het kabinet-Støre. 